# زين الدين صخري
زين الدين صخري - هو لاعب جزائري بارالمبي، يلعب بشكل أساسي في فئة سباقات المسافات المتوسطة T13.
لعب صخري في دورة الألعاب البارالمبية الصيفية 2008م ، والتي أقيمت في بكين بالصين. وأستطاع احتلال المركز الثالث والفوز بالميدالية البرونزية في سباق 800 متر للرجال - T13 ، وذلك خلف كل من: الأمريكي بيتر قوتوالد Peter gottwald والذي استطاع الحصول على المركز الثاني والميدالية الفضية، بينما جاء المغربي عبد الإله مامي في المرتبة الأولي والقوز بالميدالية الذهبية، ومن ناحية أخرى احتل صخري المركز السادس في سباق 400 متر للرجال - T13. واستطاع صخري تحقيق هذا الانجاز الشخصي وحصوله على الميدالية الفضية في المشاركة الأولى له بالألعاب البارالمبية في زمن قدره (1.55.90) في حين سجل الأمريكي زمن (1.55.49) وسجل المغربي صاحب المركز الأول زمن وقدره (1.54. 78)

وهذه الميدالية من قبل صخري كانت بمثابة المفاجأة له وللوفد الجزائري، فصخري لم يكن يطمح أكثر من تحسين رقمه الزمني في هذا السباق، كما أن مدربه الوطني للسباقات نصف الطويلة علق قائلاً أن صخري ذهب للدورة من أجل الأحتكاك واكتساب الخبرة ، دون انتظار أية ميدالية يحققها.
كما شارك صخري في دورة الألعاب البارلمبية الصيفية 2012م، والتي أقيمت في لندن بالمملكة المتحدة، ولكنه لم يكمل السباق بسبب الإقصاء الناجم عن إنطلاق خاطئ. وشارك أيضًا صخري في بطولة العالم لألعاب القوى لذوي الإعاقة 2013م ، والتي أقيمت في ليون بفرنسا، وحقق المركز الرابع في سباق 800 متر رجال T13 ، والمركز الخامس في سباق 400 متر.

## روابط خارجية
- زين الدين صخري في اللجنة البارالمبية الدولية